# IC 3543
IC 3543 ist eine Spiralgalaxie vom Hubble-Typ Scd im Sternbild Coma Berenices am Nordsternhimmel. Sie ist schätzungsweise 286 Millionen Lichtjahre von der Milchstraße entfernt und hat einen Durchmesser von etwa 75.000 Lj. 

Im selben Himmelsareal befinden sich u. a. die Galaxien NGC 4555, IC 3545, IC 3546, IC 3582.
Das Objekt wurde am 23. März 1903 vom deutschen Astronomen Max Wolf entdeckt.